# إليجاه دبليو. بيكون
إليجاه دبليو. بيكون (بالإنجليزية: Elijah W. Bacon)‏ هو عسكري أمريكي، ولد في 1836 في بورلينغتون في الولايات المتحدة، وتوفي في 6 مايو 1864 في فرجينيا في الولايات المتحدة.